# Droga wojewódzka nr 242
Droga wojewódzka nr 242 (DW242) – droga wojewódzka w województwie kujawsko-pomorskim i wielkopolskim o długości 32 km. Trasa łączy Więcbork z leżącym przy drodze krajowej nr 10 Kosztowem koło Wyrzyska. W 2017 roku wydłużona śladem poprzedniego przebiegu drogi DW194 do Morakowa.

## Miejscowości przy trasie
- Więcbork
- Runowo Krajeńskie
- Borzyszkowo
- Dźwierszno Małe
- Łobżenica
- Szczerbin
- Falmierowo
- Kosztowo
- Wyrzysk
- Osiek nad Notecią
- Lipa
- Smogulec
- Potulin
- Gołańcz
- Morakówko
- Morakowo